# Мориока, Рюдзо
Рюдзо Мориока (яп. 森岡 隆三 Мориока Рю:дзо:, 7 октября 1975 года, Иокогама) — японский футбольный защитник.

## Карьера
На протяжении своей футбольной карьеры выступал за клубы «Касима Антлерс», «Симидзу С-Палс», «Киото Санга».

## Национальная сборная
С 1999 по 2003 год сыграл за национальную сборную Японии 38 матчей.

## Статистика за сборную
| Сборная Японии | Сборная Японии | Сборная Японии |
| Год            | Матчи          | Голы           |
| -------------- | -------------- | -------------- |
| 1999           | 7              | 0              |
| 2000           | 14             | 0              |
| 2001           | 11             | 0              |
| 2002           | 2              | 0              |
| 2003           | 4              | 0              |
| Итого          | 38             | 0              |

## Достижения

### Командные
- Кубок Императора: 2001
- Кубок Джей-лиги: 1996

### Сборная
- Кубка Азии: 2000

### Индивидуальные
- Включён в сборную Джей-лиги: 1999